# Пашківці (Старокостянтинівський район)

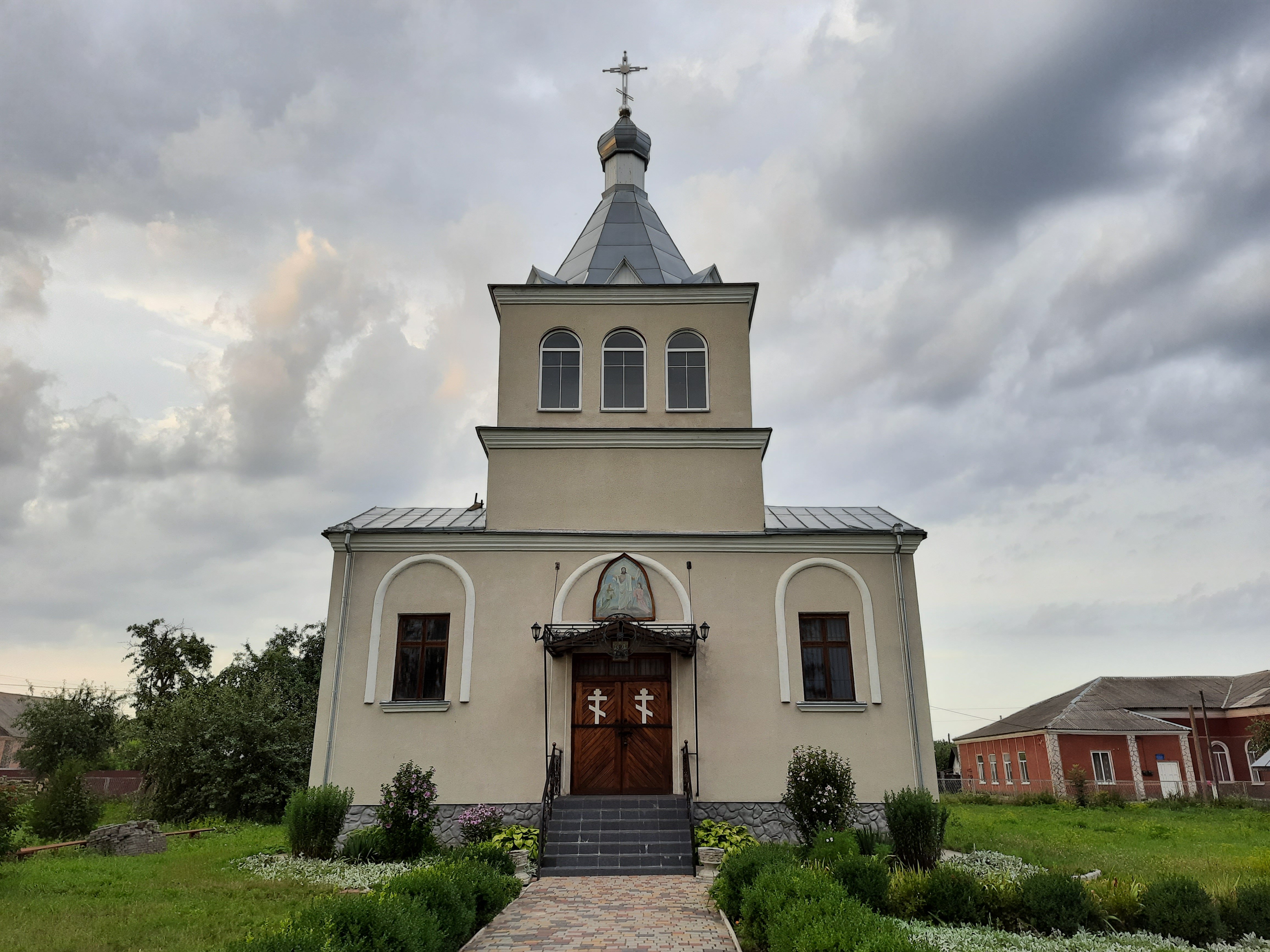
Сільська церква

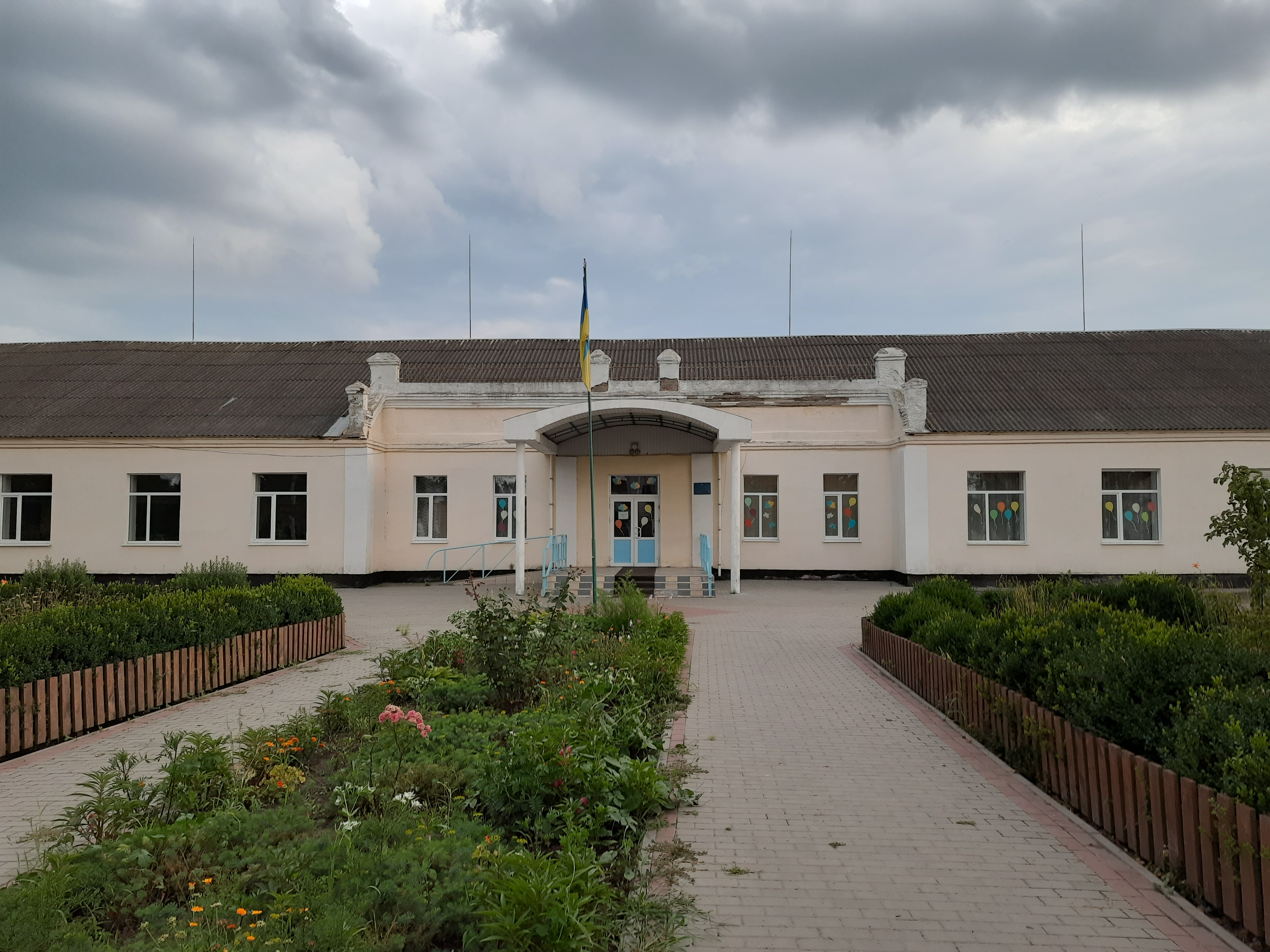
Школа

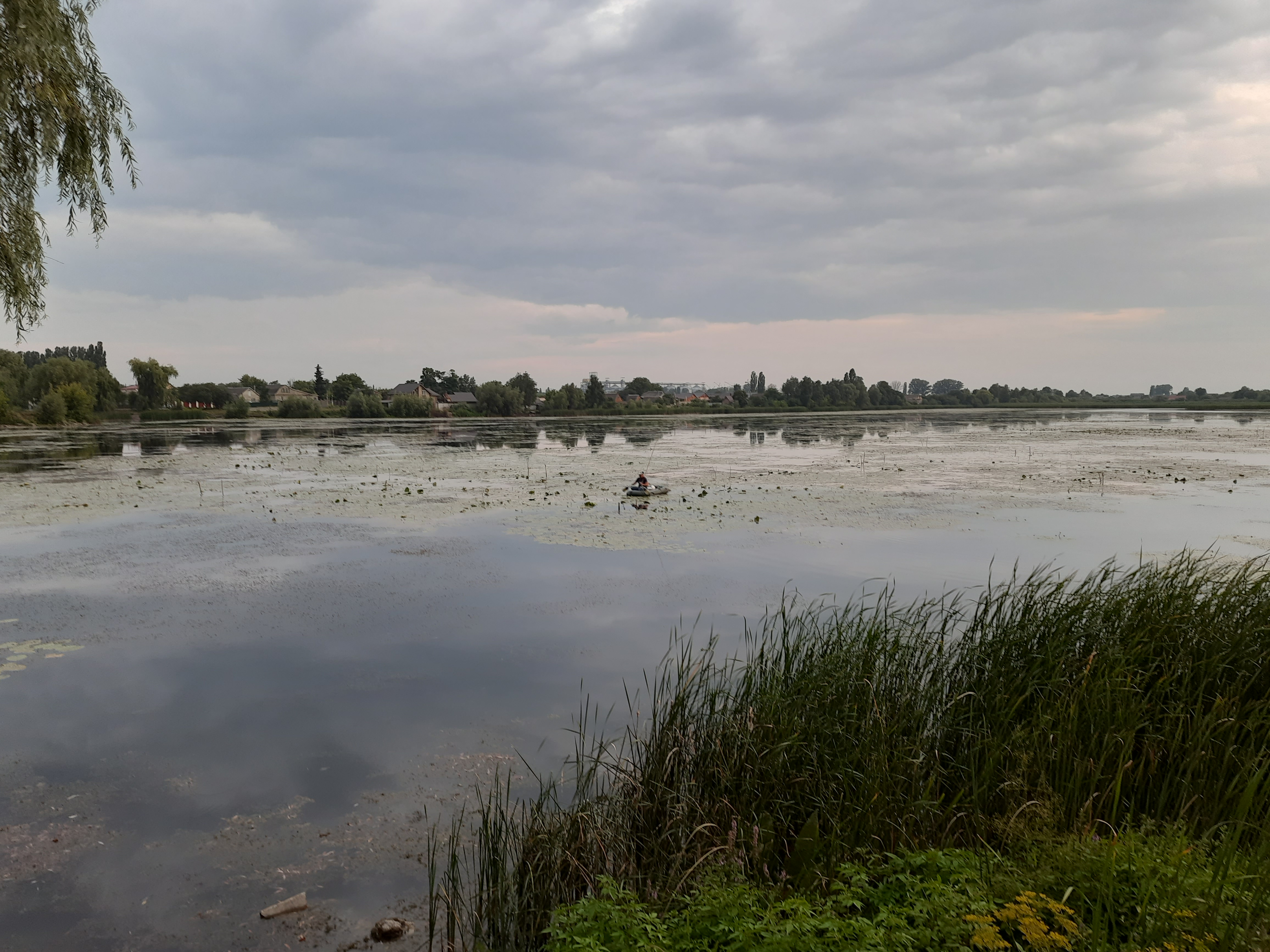
Став біля села

Пашкі́вці — село в Україні, у Старокостянтинівській міській громаді Хмельницького району, Хмельницької області. Населення становить 1105 осіб. До 2020 орган місцевого самоврядування — Пашковецька сільська рада.

## Географія
Селом протікають річки Ікопоть та Дрипа, ліва притока Ікопоті. Між селом Пашківці та містом Старокостянтинів розташований Ікопотський заказник.

### Розташування
Село Пашківці розміщене на рівній місцевості по дорозі від села В. Чернятин в місто Старокостянтинів.
В центрі села знаходиться велика площа (вигін) насаджена липами колишнім місцевим Войцехом Івановським. В кінці села є водяний млин, а також є кам'яні руїни винокурного заводу, який згорів у 1781 році. На протилежній стороні річки Ікопоть є військова кам'яна кухня, яка була власністю місцевого селянського товариства.

## Історія
В перших письмових згадках (1689 році) про село сказано: 
|  | Стоїть село Пашківці коло річки Ікопоть загачену тут в став, впадаючу в місті Старокостянтинові в річку Случ. З північної сторони протікає річка Дрипа, яка впадає за селом в річку Ікопоть. З цих річок жителі села напувають тільки худобу, для свого користосування беруть воду з 20 джерел |

У XVI столітті село входило до складу великої кількості володінь князів Острозьких.
В 1563 р. село Пашківці належало князю, воєводі Київському Костянтину Василю Острозькому і входило в склад Костянтинівської волості.
В це час село разом з містом Старокостянтиновим і багатьма іншими селами до нього прилеглими, було зруйноване і спалене татарами, як це видно із донесень в Луцький суд, Волинського воєводства, Кринітова Щуки, Станіслава Яновського від 7 листопада 1601 року.
У володінні князя Острозького село Пашківці було до 1620 року.
У 1620 році село перейшло у володіння дочки Єфросинії, яка в 1628 році вийшла заміж за князя Олександра Янушевича Заславського і її володіння перейшли сину Олександру Заславському, а у 1675 році, остаточно згас рід князів Заславських.
Князь Сангушко, у зв'язку з тим, що в нього не було дітей, у 1753 році 7 листопада в Кальбушові здійснив перевідний акт і все володіння передав своїм родичам і братам. На основі цього акту с. Пашківці разом із 35 іншими селами перейшло у володіння Олександру Казамірову Чорторийському і було до 1782 році.
У 1778 році князь Чорторийський передав частину міста разом із іншими селами своїй сестрі Ізабеллі Чорторийській, жінці князя Любомирського.
У 1779 році князь Любомирський видав ерекцію на земельний поділ і від нього володіння до 1780 року перейшли до дворянина Войцеха Івановського, який одержав село в спадщину за жінкою.
Станом на 1886 рік в колишньому власницькому селі Старокостянтинівської волості Старокостянтинівського повіту Волинської губернії мешкало 564 особи, налічувалось 83 дворових господарства, існувала православна церква, постоялий двір, постоялий будинок, водяний і кінний млини, цегельний і винокурний заводи.
У 1890 році на Київському контрактному ярмарку Висадовський продав це село громадянину, київському інженеру Миколі Семеновичу Лечавському, який володів селом до 1900 року.
За переписом 1897 року кількість мешканців зросла до 868 осіб (417 чоловічої статі та 451 — жіночої), з яких 780 — православної віри.
7 (20) листопада 1917 року, відповідно до.Третього Універсалу Української Центральної Ради, увійшло до складу Української Народної Республіки.
12 червня 2020 року, відповідно до розпорядження Кабінету Міністрів України № 727-р «Про визначення адміністративних центрів та затвердження територій територіальних громад Хмельницької області», увійшло до складу Старокостянтинівської міської громади.
19 липня 2020 року, після ліквідації Старокостянтинівського району, село увійшло до Хмельницького району.

### Церква
Наприкінці XIX ст. в селі було добудовано велику кам'яну церкву.
Церковна бібліотека складалася з 16 книг історичного, «ідейно назідательного содержанія». З них 12 книг про життя святих, «читанням яких просвічувалися грамотні парафіяни». В церковному архіві зберігались метричні і шлюбні документи з 1863 року, прибутково-розхідні книги з 1830 року, клерові відомості, перепис церкового майна з 1884 року. Церкві і церковній сім'ї належала одна десятина орної землі (228 сот належало одній сім'ї), трьом сім'ям належало сім десятин — 2016 сот сінокісної землі в дубовому лісі, всього було тридцять дві десятині — 1624 сот. На цю землю і угіддя була видана ерекція від 12 лютого 1777 року ще князем Любомирським. Попові дозволялось молоти борошно в сільському млині безкоштовно. Плата попові була 300 крб., писальщикові 50 крб. Для попа був будинок дерев'яний з шести кімнат, покритий соломою, побудований у 1874 році, а також був передпокій, 2 клуні, 2 хліви, 1 погреб. Для писальщика в 1868 році був побудований будинок із трьох кімнат і клуня. Приходське кладовище знаходилось у 197 сотках від церкви за селом по дорозі, яка йде в Чернятин, займає площу 314 квадратної десятини, воно оточене земляним ровом. На ньому похоронені два місцеві попи. У 1892 році посередині кладовища на підмурові було поставлено статую Анни (рештки її не збереглись).

### Школа
Церковно-приходська школа існувала з 1885 року. Вона була розміщена в громадянському будинку і утримувалася на кошти прихожан з часу її відкриття при зовсім малій оплаті — 140 крб. в рік. Першим вчителем в ній був солдат Ілля Гудим, потім запасний унтер-офіцер Йосип Попик, потім жінка попа Марія Тимофіївна Война, далі місцевий помічник Ілля Лукашевич, пізніше вдова Катерина Сигналевич, пізніше дочка чиновника Єлизавета Макієнко, яка закінчила Старокостянтинівське двокласне училище, законовчителем був священик.

### Господарство
На початку 1916 року село Пашківці налічувало 60 — 70 дворів. Всю землю, яку обробляли селяни, орендував пан Солодкий. Його садиба розміщувалась на території нинішнього господарства, бригади. В садибі пана був невеликий корівник, конюшня, склад, велика кухня, жилий дерев'яний будинок під залізною покрівлею. У своєму господарстві пан мав 20 пар коней, 60 голів корів, 90 свиней, 200 штук овець, кілька десятків молодняка великої рогатої худоби. Пан мав свою молотарку. В його користуванні було 1500 гектарів землі. Керівництво господарством здійснювали економи Лепінський і Соколовський.
На 1917 рік в селі нараховувалося 88 дворів переважно дерев'яних, 4 криниці, з яких жителі села користувалися водою для харчування, а для напування худоби брали воду у річках. Всі питання громадського порядку на селі вирішували староста Микита Кучерук, у нього був сотський і касир. Вони збирали гроші у селян за користування землею. Звістка про перемогу Великої Жовтневої дійшла в село, а тому на весні 1920 року селян почали розбирати землю. В цьому ж році був організований комітет незалежності селян, до якої були об'єднані бідняки і середняки.
У 1920 році була створена сільська Рада, головою був Федір Кононович Нич. У селі було створено лікнеп.
У 1924 році в місті Старокостянтинові створили район.
У 1929 році в селі розпочалася колективізація. Колгосп носив ім'я Петровського.

## Населення

### Мова
Розподіл населення за рідною мовою за даними перепису 2001 року:
| Мова            | Кількість | Відсоток |
| --------------- | --------- | -------- |
| українська      | 1291      | 97.58 %  |
| російська       | 29        | 2.19 %   |
| білоруська      | 2         | 0.15 %   |
| інші/не вказали | 1         | 0.08 %   |
| Усього          | 1323      | 100 %    |

## Постаті
- Салівон Михайло Андрійович (1980—2024) — солдат Збройних Сил України, учасник російсько-української війни.